# Пятый канал (Россия)
«Пя́тый кана́л» — российский федеральный телеканал. Вещает круглосуточно из Москвы и Санкт-Петербурга. Является старейшим телеканалом страны.
До 31 октября 1997 года осуществлял вещание на города Европейской части России, Урала, Западной Сибири, а также сопредельные с Россией области Казахстана, Беларуси и стран Балтии. В 1997 году федеральные сети ГТРК «Петербург — Пятый канал» указом Б. Н. Ельцина № 919 были переданы создаваемому телеканалу «Культура». С 1 ноября 1997 года «Пятому каналу» были оставлены частоты для вещания только на Санкт-Петербург и Ленинградскую область.
С 1 октября 2006 года телеканал восстановил право на общенациональное вещание в 45 российских регионах. В настоящее время, помимо Санкт-Петербурга и Ленинградской области, имеет лицензии в 83 регионах России, входит в первый мультиплекс цифрового телевидения России.
В 2007 году количество городов, принимающих сигнал «Пятого канала», существенно[насколько?] возросло.
2 февраля 2009 года «Пятый канал» перешёл на круглосуточное вещание.
До 2019 года в кабельных сетях Санкт-Петербурга и Ленинградской области на частотах «Пятого канала» в интервале времени с 7:00 до 8:00 и с 18:30 до 19:30 (до 2007 года) вещал телеканал «ЛОТ» (Ленинградская областная телекомпания), который в настоящий момент называется «Лен ТВ 24».
2 апреля 2018 года была запущена международная версия телеканала — «Пятый канал International».
На 2019 год большую часть эфира телеканала занимают многосерийные фильмы (включая оригинальные) и повторы некоторых сериалов (в основном — детективные), остальную — новости, художественные фильмы, программы собственного производства.
С 1 июня 2022 года телеканал вещает из Москвы.
Логотип «Пятого канала», используемый с 2023 года, создан искусственным интеллектом являются телеканалы «Первый канал» «Россия-1»  «НТВ» и «ТВ Центр».

## История

### Опытный Ленинградский радиоцентр (1933—1952)
31 марта 1933 года был создан Комитет по радиофикации и радиовещанию Ленинградского областного исполнительного комитета советов рабочих, крестьянских и красноармейских депутатов и Исполнительного комитета Ленинградского городского совета рабочих и красноармейских депутатов (Ленинградский радиокомитет).
В 1936 году Ленинградский радиокомитет запустил телевизионное вещание в стандарте разложения 240 строк; в отличие от московского (где использовали оборудование RCA со стандартом в 343 строки) использовалось отечественное оборудование. 1 апреля 1937 года в рамках Ленинградского областного комитета радиотрансляции и радиовещания был создан Опытный ленинградский телевизионный центр (ОЛТЦ). 7 июля 1938 года вышла в эфир первая постановочная передача, а с 1 сентября начались регулярные передачи. С началом Великой Отечественной войны и последовавшей за ней блокады Ленинграда телевещание с ОЛТЦ было прекращено, в составе Ленинградского радиокомитета продолжила свою работу только радиостанция.
В 1949 году Ленинградский радиокомитет был переименован в Комитет радиоинформации Исполнительного комитета Ленинградского городского совета депутатов трудящихся и Исполнительного комитета Ленинградского областного совета депутатов трудящихся (Ленинградский радиокомитет). 1 мая 1949 года впервые в СССР в Ленинграде был показан телевизионный репортаж с Дворцовой площади. 17 июля 1949 года из состава ОЛТЦ выведен Ленинградский отдел телевещания, а за самим ОЛТЦ осталось техническое обеспечение.

### Ленинградская студия телевидения (1952—1960)
26 января 1952 года создана Ленинградская студия телевидения. В 1953 году Ленинградский радиокомитет был реорганизован в Отдел радиоинформации Управления культуры Исполнительного комитета Ленинградского совета депутатов трудящихся (Ленинградский радиоотдел), но в 1957 году он был выведен из Ленинградского управления культуры и реорганизован в Комитет по радиовещанию и телевидению Исполнительного комитета Ленинградского областного совета народных депутатов и Ленинградского городского совета народных депутатов (Лентелерадио). 1 сентября 1957 года вышел первый выпуск «Последних известий» Ленинградского телевидения. Вначале передача выходила по понедельникам, средам и пятницам. С 7 мая 1959 года выпуски становятся ежедневными, по 8—10 минут перед окончанием передач.

### Ленинградское телевидение (1960—1991)

Петербургская телебашня

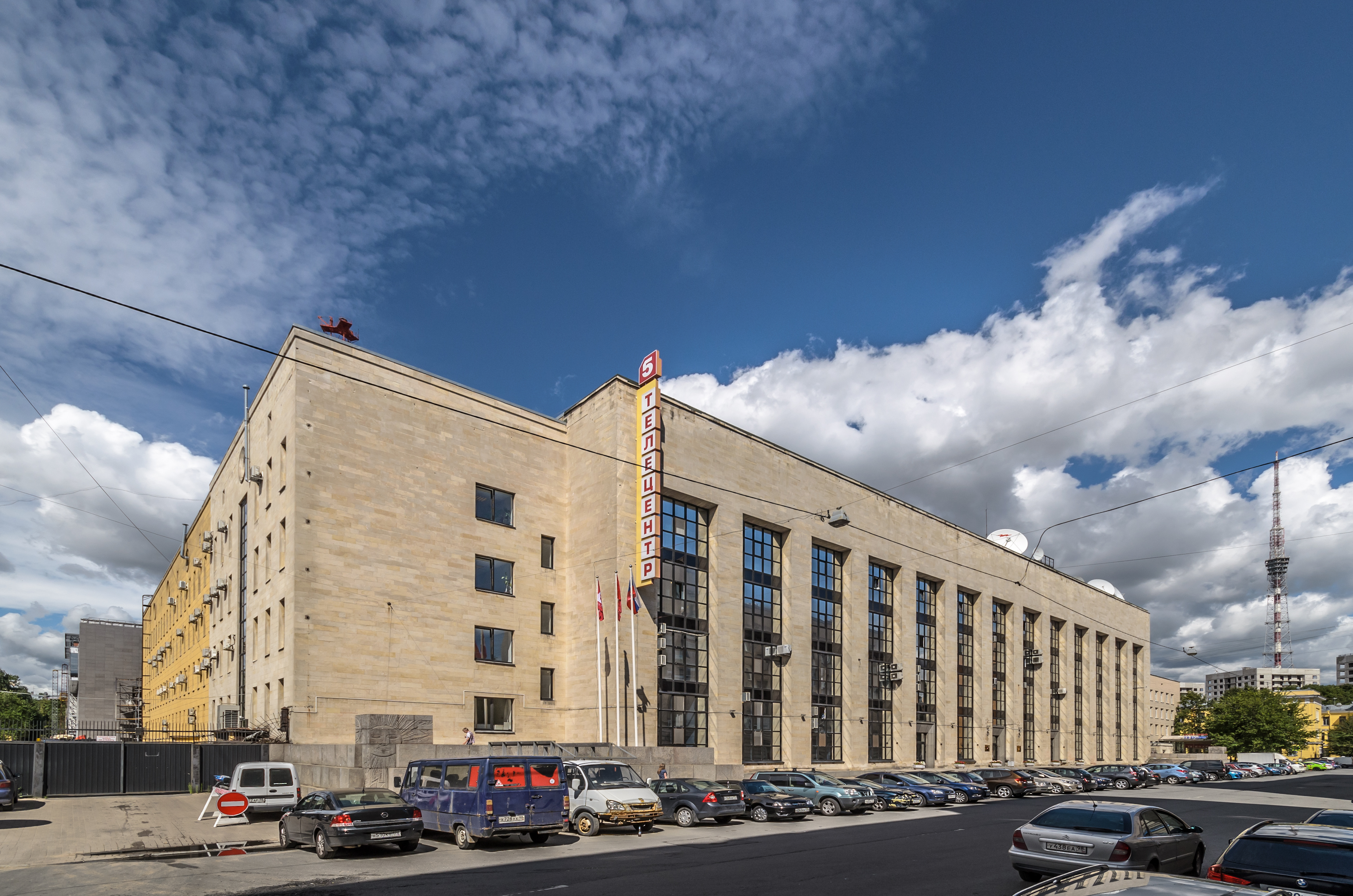
Петербургский телевизионный технический центр на улице Чапыгина

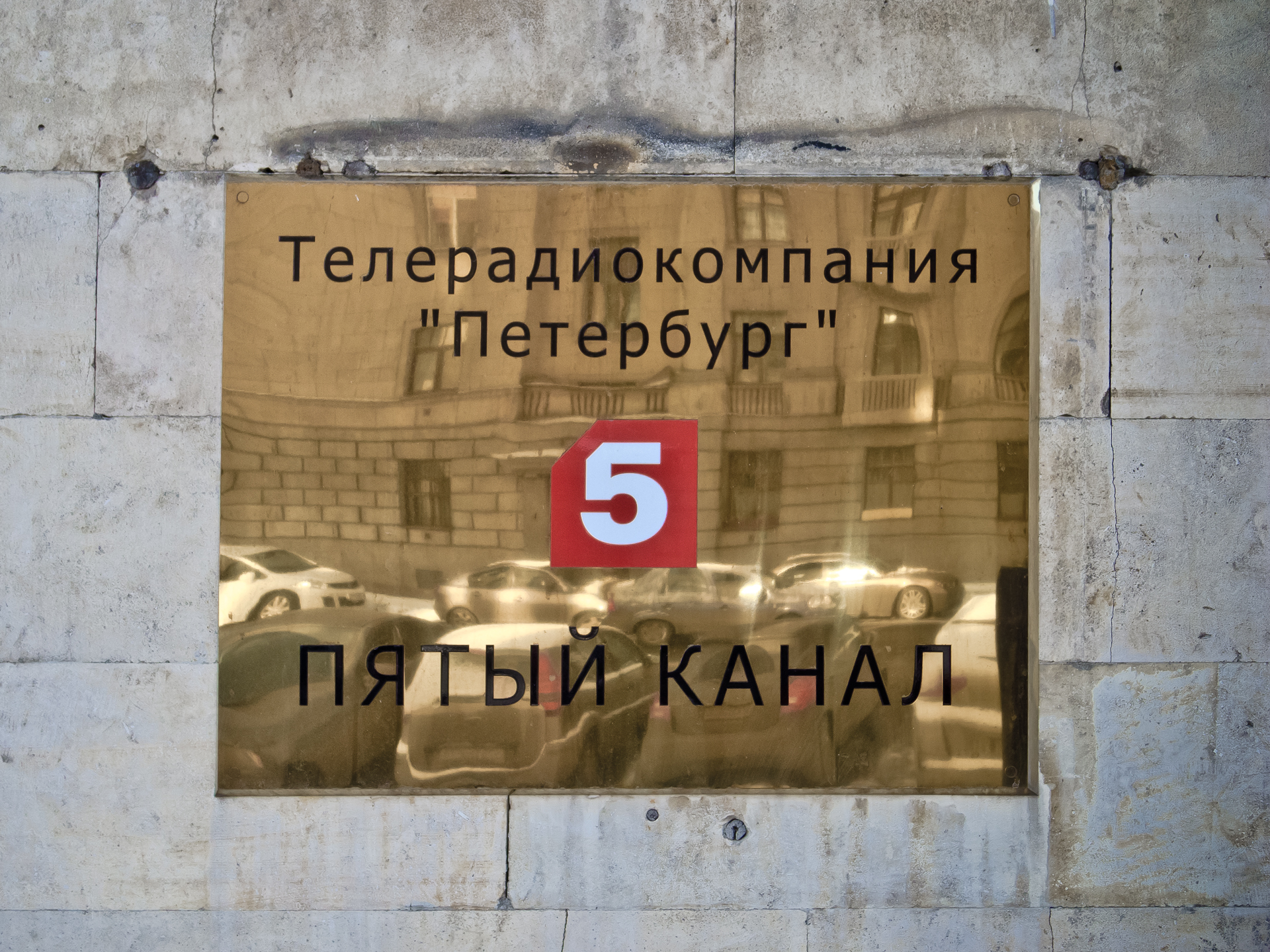
Петербургский телевизионный технический центр, вывеска при входе

В 1961 году Ленинградскому телецентру был передан новый аппаратно-студийный комплекс на ул. Чапыгина, д. 6. В 1962 году в трёх студиях ТТЦ на Чапыгина было установлено первое экспериментальное оборудование цветного телевещания. Техническая база позволяла транслировать как студийные, так и внестудийные телевизионные программы. В 1968 году из Ленинградского телецентра началось регулярное цветное телевещание.
1 января 1968 года в подчинении Ленинградского комитета по телевидению и радиовещанию была создана Главная редакция производства телефильмов («Лентелефильм», 1968—1994), выпускавшая преимущественно документальные телефильмы, а также некоторое количество телеспектаклей и художественных телефильмов. Её создателями стали режиссёры К. Артюхов, В. Виноградов, Ю. Панич, А. Белинский, А. Стефанович, О. Рябоконь, Л. Цуцульковский и другие. Главным редактором объединения в 1970—1980-х годах была Лидия Алёшина.
С 1982 года Ленинградское телевидение уже показывало в Новгородской и Псковской областях.
С 6 января 1985 года программа Ленинградского телевидения ретранслировалась в Москве, Московской области и Туле на 33-й и 41-й ДМВ-частотах соответственно: сначала пробные передачи, потом программы по воскресеньям с 15:00, а затем по субботам и будним дням (по другим данным, с 1982 года по кабельным сетям Москвы на 5-й или 7-й МВ-частоте).
В 1986 году Ленинградское телевидение стало транслироваться в Архангельске, Вологде, Иваново, Пензе и Рязани.
Сетка вещания
В 1965 году в эфир вышли первые молодёжные программы, первые викторины и конкурсы. Самой популярной детской передачей того времени была «Ляпа, Тяпа и Жаконя» (деятельность детской редакции телекомпании, бывшей ранее одной из крупных в стране, сильно сократилась в 1990-е гг.), из особенных передач, выпускавшихся организацией — первая в СССР телевикторина «Один за всех, и все — за одного» (1968—1975) и «Янтарный ключ» (1975—1980). Часть передач составляли повторы передач и фильмов Центрального телевидения, включая учебные передачи, выпуск которых был прекращён 20 апреля 1992 года.
В 1980-е годы в эфир впервые выходят первое отечественное музыкальное шоу «Музыкальный ринг», молодёжные программы, викторины и конкурсы, программы «обратной связи». 1 января 1988 года Ленинградское телевидение стало транслироваться в Московском регионе уже каждый день и регулярно — оно тогда находилось на пике своей популярности. В конце 1980-х годов Ленинградская программа становится синонимом нового времени; тогда же её вещание началось в Горьком, Кирове, Любиме, Ярославле. В Перестройку вся страна стремилась к телевизорам, чтобы увидеть Александра Невзорова в «600 секундах», Кирилла Набутова в «Телекурьере» и «Адамовом яблоке». Здесь же впервые появилась в качестве ведущей программ «Телекурьер» и «600 секунд» Светлана Сорокина. Знаменитый советско-американский телемост с Филом Донахью и Владимиром Познером в 1985 году тоже проводился в Первой студии Ленинградского телецентра. Также вышли в эфир программы «Зебра» (1988—1996), «Большой фестиваль» (1989—2001), «Мультлото» (1984—1989), «Там, где живёт Паутиныч». 1 января 1991 года были добавлены утренние и дневные передачи Ленинградской программы, а также «Пятое колесо» (1988—1996), среди сюжетов которой 17 мая 1991 года был показан легендарный телевизионный сюжет-мистификация «Ленин — гриб».

### ЛГТРК, СПГТРК, РГТРК «Петербург», ФТРС «Россия», ГТРК «Петербург — Пятый канал» (1991—1997)

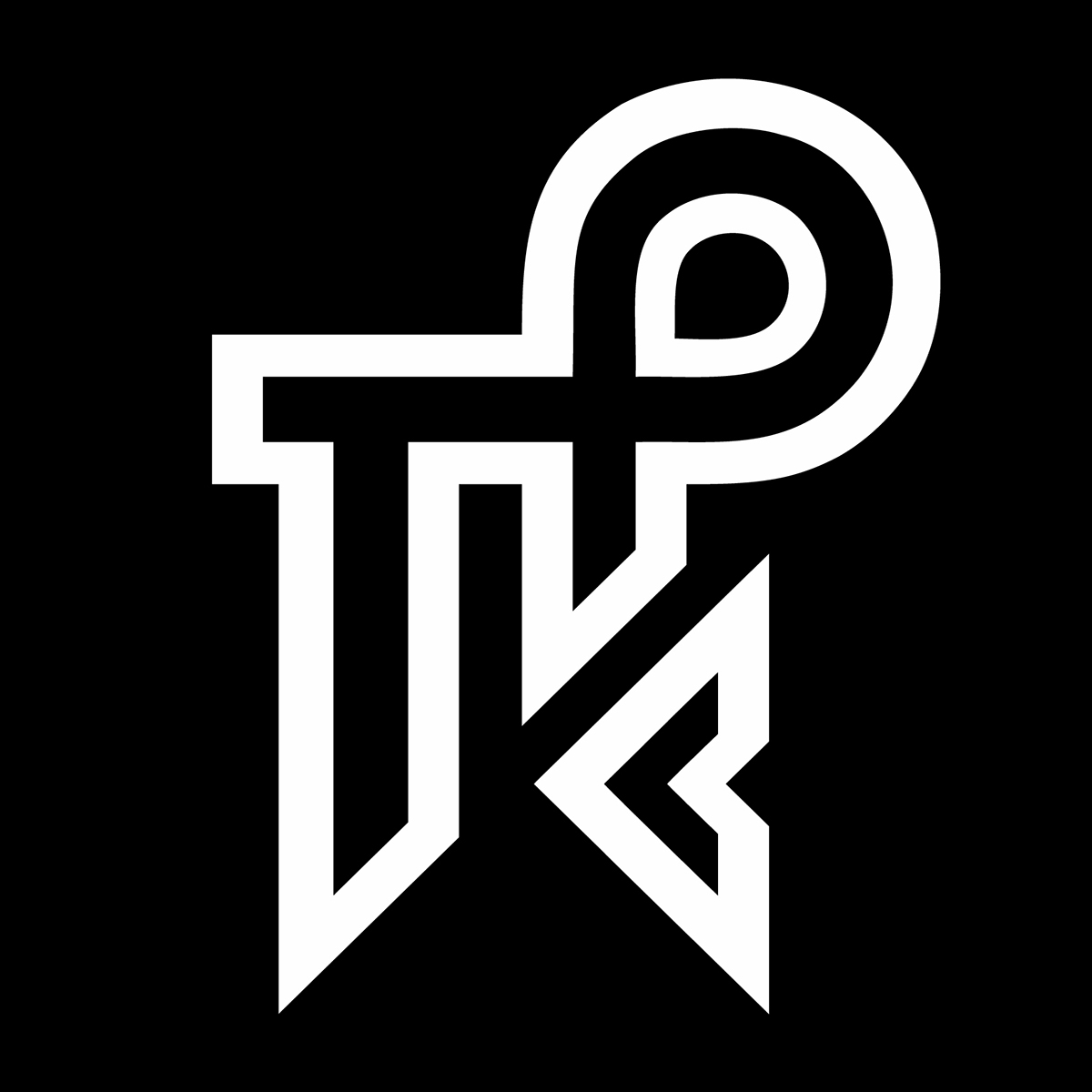
Логотип телеканала в 1991—1993 годах

Логотип телеканала в 1993—1994 годах

Логотип телеканала в 1994—1998 годах

1 марта 1991 года Ленсовет обратился в Верховный Совет России с предложением о реорганизации Лентелерадио в Ленинградскую телерадиокомпанию. Положением о Всесоюзной государственной телерадиовещательной компании, утверждённым 11 апреля 1991 года, Ленинградское телерадиовещание было закреплено за Всесоюзной государственной телерадиовещательной компанией, 12 декабря 1991 года приказом её председателя № 512 на его базе было создано подразделение телерадиокомпании «Санкт-Петербургская государственная телерадиокомпания». 15 января 1992 года указ Президента Российской Федерации № 47 предусматривал ликвидацию СПГТРК и создание на её базе Российской государственной телерадиокомпании «Петербург», указом Президента Российской Федерации № 1256 от 17 октября 1992 года предусматривал создание уже вместо неё Федеральной телерадиовещательной службы «Россия», приказом которой за № 2 от 28 октября 1992 г. в составе неё была образована Телевизионная и радиовещательная компания «Петербург — Пятый канал». Указом Президента РФ от 9 апреля 1993 года № 437 ФТС «Россия» была упразднена, ликвидированы Санкт-Петербургская государственная телерадиокомпания и Российская государственная телерадиокомпания «Петербург», а на базе Телевизионной и радиовещательной компании «Петербург — Пятый канал» была создана Государственная телерадиокомпания «Петербург — Пятый канал».
1 мая 1993 года было прекращено вещание телеканала в Эстонии. При этом в последующие годы в Эстонии, в том числе и в период отсутствия вещания канала на Россию, он присутствовал в части местных кабельных сетей и даже проходил в журналах с программой передач.
В сентябре 1993 года руководитель канала Бэлла Куркова поддержала указ Ельцина о роспуске парламента. Журналистов своего канала, которые приехали 3 октября в Белый дом и снимали штурм здания изнутри, Куркова уволила за самовольную отлучку. В этом же месяце Бэлла Куркова закрыла программу Александра Невзорова «600 секунд». Из-за вооружённой осады РГТРК «Останкино» в эфире вечером 3 октября остались только «Пятый канал», чей центр вещания располагался не в Москве, а также РТР. После отключения вещания московских каналов в эфире петербургского зачитывались сообщения и свидетельства, получаемые по телефону от находившихся в столице очевидцев событий.
С 10 октября 1993 по 31 марта 1994 года телеканал транслировал некоторые передачи телекомпании НТВ — «Итоги», «Намедни» и «Сегодня».
Осенью 1994 года мэр Москвы Юрий Лужков направил письмо руководителю ФСТР Александру Яковлеву, в котором посетовал на ограниченность времени вещания московской телепрограммы (МТК). Лужков в целях «более глубокого освещения культурного потенциала Москвы и Московской области» попросил Яковлева выдать московской компании «Телеэкспо» лицензию на часть эфирного времени на той частоте, которую занимает ГТРК «Петербург — Пятый канал» (33 ТВК в Москве и Московской области), а именно 12 часов в будни и 10,5 часов в выходные дни. На тот момент в утренние часы на «Пятом канале» выходила в эфир телекомпания «Свежий ветер», учреждённая директором фирмы «ЛИС’С» Сергеем Лисовским. Возникла конфликтная ситуация, однако в ней было найдено решение: утром на Москву и область передачи «Свежего ветра» выходили с логотипом «Телеэкспо», сама же телекомпания «Телеэкспо» вела активное вещание в первые месяцы лишь ночью (в утренние часы периодически выходили лишь реклама и телемагазины). Тот факт, что передачи телекомпании «Свежий ветер» выходили без логотипа вещателя, не остался без внимания, из-за чего «Свежий ветер» был вынужден покинуть эфир, а ГТРК «Петербург — Пятый канал» по решению суда лишилась утреннего эфира. Таким образом, с 1 января 1996 по 31 октября 1997 года «Телеэкспо» стало выходить в эфир и утром, на регионы же (в том числе и сам Санкт-Петербург) вещание по утрам на частотах «Пятого канала» отсутствовало вовсе. В мае-июне 1996 года в утренние (до 12:30) и ночные (с 1:00) часы на частотах ГТРК «Петербург — Пятый канал» (за исключением Москвы) шла трансляция программ «Муз-ТВ», осуществлявшаяся в рамках предвыборной кампании Бориса Ельцина во время президентских выборов, одним из слоганов которой был «Голосуй, или проиграешь». В случае, если к 0:30 по «Пятому каналу» продолжалась какая-либо передача или художественный фильм, его трансляция обрывалась на полуслове, после чего начиналось вещание «Телеэкспо», а если вещание из Петербурга заканчивалось до 0:30, то после окончания эфира совещателя транслировалась безразмерная заставка «Телеэкспо», перебиваясь на несколько секунд с отбивкой о начале вещания в 0:30.
В 1994 году, после ряда коррупционных скандалов, члены независимого профсоюза работников искусств выразили недоверие руководству «Пятого канала». В 1995 году Бэлла Куркова покинула пост руководителя телекомпании.
6 октября 1995 года петербургский канал согласно указу президента РФ Бориса Ельцина получил статус общероссийского, по факту его тогдашней зоны вещания (практически 38 российских регионов). В 1996 году основным технологическим форматом видеозаписи телекомпании становится Betacam SP. Были реконструированы аппаратные студии видеомонтажа, построена новая студия теленовостей «Информ-ТВ». В том же году была реорганизована структура телерадиокомпании: вместо тематических главных редакций были созданы дирекция информационных программ, студия телепрограмм и «Регион ТВ».
По итоговым данным «КОМКОН-2» за 1996 год, приводимым газетой «Коммерсантъ», петербургский канал занимал последнее место среди шести центральных по среднегодовой доле аудитории, то есть его постоянно смотрело приблизительно 3,5 % населения. А потенциал его, по данным ФСТР, составлял 53 % населения России, что составляло около 85 миллионов человек. В число самых рейтинговых программ всего 1996 года (по разным жанрам, от кино до ток-шоу) попала только одна петербургская — «Выбираем президента», в разряде «общественно-политических программ». Рейтинг «Пятого канала» в регионах был самым низким — 1-2 % (эти показатели были эквивалентны аналогичным у недавно возникших дециметровых телесетей вроде REN-TV и СТС и столичного метрового канала 2x2 и существенно ниже, чем у общероссийских метровых каналов НТВ и ТВ-6), а расходы на его содержание были крайне велики — в 1997 году из федерального бюджета планировалось выделить 140 млрд рублей. Падение интереса к телеканалу телевизионная критика связывала, в основном, с реформами, происходившими на «Пятом канале» в течение первой половины 1990-х годов: программы прежнего ленинградского канала были рассчитаны прежде всего на интеллигенцию, которая по объективным причинам не захотела смотреть «мыльные» телесериалы, телеигры и развлекательные телешоу, для которых тогда было расширено эфирное время.

### Акционерное общество «Телерадиокомпания „Петербург“» (1997—2004)
25 августа 1997 года указом Президента РФ № 919 ГТРК «Петербург — Пятый канал» была упразднена. С 1 ноября 1997 года телеканал стал транслироваться только на территории Санкт-Петербурга и Ленинградской области, а частоты пятого телеканала во всех остальных регионах (в том числе в Москве и Московской области) были переданы ВГТРК для телеканала «Культура».
В 1998 году на базе ГТРК «Петербург — Пятый канал» было создано ОАО «ТРК „Петербург“». В качестве компенсации за потерянное федеральное вещание ТРК «Петербург» было предложено делать на «Культуре» блок программ петербургского производства, в который входили такие отвечавшие концепции канала телепередачи, как «Сказка за сказкой», «Наобум» с Никой Стрижак, «Блеф-клуб» с Сергеем Прохоровым, «Академия спорта», «Международное обозрение» (позднее — «Сферы») с Иннокентием Ивановым и «2003. К 300-летию Санкт-Петербурга». К концу 1990-х — началу 2000-х годов такой блок был упразднён ввиду того, что «Культура» не компенсировала питерскому телевидению затраты на производство программ. Некоторые петербургские передачи, как «Музыкальный ринг» и «Тихий дом», переместились на каналы РТР и ОРТ. В 2000-е годы производство двух бывших программ, ранее снимавшихся в Петербурге («Блеф-клуб» и «Сферы»), перешло на творческо-производственные базы телеканала «Культура».
В этот период наблюдается упадок ТРК «Петербург», который повлёк за собой падение качества показываемого телепродукта и растущую политическую ангажированность канала. По мнению известного питерского политического деятеля Бориса Вишневского, деятельность городской власти в эфире ТРК «Петербург» (в частности, губернаторов Яковлева и Матвиенко) в те годы освещалась только в положительном ключе — подробно и благожелательно, а вся политическая оппозиция (демократы, правозащитники, яблочники, коммунисты, лимоновцы и другие) изображалась как компания неудачников, якобы неспособных предложить ничего конструктивного. Попытка ухода от такой концепции была предпринята в ноябре 2003 года с назначением на пост генерального директора канала Марины Фокиной, заявившей о том, что новое руководство не собирается использовать эфирный ресурс исключительно в политических целях.
В 1990-е годы зрители узнавали телеканал по логотипу «пятёрка в ромбе», а с мая 2001 по март 2004 года «Пятый канал» был «телевидением с ангельским лицом», так как лейтмотивом его оформления в те годы являлось скульптурное изображение ангела, расположенного на шпиле Петропавловского собора Санкт-Петербурга.

### «Петербург — Пятый канал». Федеральный статус (2004—2009)

Логотип телеканала c 1 апреля 2004 по 6 ноября 2023 года

1 апреля 2004 года компании было возвращено брендовое название «Пятый канал». Концепция оформления канала была разработана английской компанией English & Pockett.
25 января 2006 года ТРК «Петербург — Пятый канал» выиграла федеральный конкурс на вещание в 40 регионах Российской Федерации и с 1 октября 2006 года возобновила федеральное вещание. Для его осуществления «Петербург — 5-й канал» запустил два часовых дубля: «Орбита+0» (московское время) и «Орбита+3» (омское время). При этом для Санкт-Петербурга и Ленинградской области была сохранена собственная версия.
В октябре 2006 года «Пятый канал» начал вещание через спутник и был включён в сети «НТВ-Плюс» и «Триколор ТВ».
В 2007 году количество городов эфирного вещания «Пятого» превысило 70, а в сентябре того же года вещание телеканала было запущено в Москве (на 40 ТВК, в 2010 году вещание было переведено на частоту 44 ТВК); чуть раньше, в апреле того же года вещание канала в Москве началось в кабельной сети ЮВАО столицы «Телеинформ» посредством ретрансляции сигнала с платформы «НТВ-Плюс».
3 ноября 2007 года президент Владимир Путин подписал указ о присвоении ТРК «Петербург — Пятый канал» статуса общероссийской телерадиовещательной организации. Как утверждалось, целесообразность внесения такого изменения связана с социальной значимостью программ открытого акционерного общества «Телерадиокомпания „Петербург“», однако можно предположить, что данным указом Владимир Путин восстановил некоторую историческую справедливость, вернув петербургский «Пятый канал» в города России, как это было до 1997 года. Рейтинг канала в первый сезон после восстановления федеральной сети составил 0,7 %, что считалось неплохим показателем для только начавшего полноценную работу в стране вещателя.
В феврале 2008 года «Пятый канал» вместе с «РЕН ТВ» и газетой «Известия» стал частью нового холдинга «Национальная Медиа Группа».
В октябре 2009 года СМИ сообщили о планах реструктуризации «Пятого канала» со стороны владельца — «Национальной Медиа Группы» — связанных с крупными сокращениями сотрудников. НМГ опровергла информацию о готовящихся сокращениях, однако вскоре слухи о закрытии передач и увольнении сотрудников получили подтверждение. После увольнения с «Пятого канала» около 15 % сотрудников осенью 2009 года объявили о создании телеканала «Санкт-Петербург».
Сетка вещания
«Пятый канал» создаёт новую сетку 18-часового вещания, включающую выпуски новостей, получившие название «Сейчас» (9 выпусков — 3 часа вещания) и широко использующие технологию прямых включений из Открытой студии на Итальянской улице, из Законодательного собрания и Смольного, из разных точек города. В эфире — более 20 новых телевизионных форматов, созданных по высоким стандартам российского телевидения, на часть из них приобретены лицензии у европейских производителей. На канал начали приходить известные журналисты и телеведущие, ранее работавшие на других российских телеканалах (в основном на «Первом канале», «старом» и «новом» НТВ, позднем ТВ-6 и ТВС). В начальный период ребрендинга там работали Игорь Фесуненко и Сергей Митрофанов, в период с 2006 года — Вячеслав Крискевич, Александр Анучкин, Николай Фоменко, Павел Лобков, Эдуард Успенский, Элеонора Филина, Денис Солдатиков, Алексей Суханов, Андрей Норкин. Большой популярностью пользовалась информационная программа «Экстренный вызов 112», в которой освещались криминальные новости, произошедшие за день.
В 2005 году впервые был разработан и проведён в прямой телевизионной трансляции «Пятого канала» праздник всероссийского бала выпускников «Алые паруса», отмечаемого в Санкт-Петербурге в день, ближайший к самой долгой белой ночи. С этого момента он стал уникальным ежегодным проектом «Пятого канала».
«Пятый канал» приступил к созданию собственных документальных проектов, таких, как сериалы «Ленинградский фронт», где впервые в роли ведущего появился музыкант Сергей Шнуров (2005), «Победительницы» Павла Лобкова (2007), цикл «Живая история» (2006—2009).
Канал создал принципиально новую открытую информационно-диалоговую площадку для выражения мнений, обмена идеями и опытом в телевизионном эфире. С 2007 года выходила программа «Петербургский час», которая, как и трансляции матчей футбольного клуба «Зенит» во внутрироссийских соревнованиях, стала выходить только в Санкт-Петербурге и Ленинградской области. Кроме этого, в сетке вещания также были широко представлены познавательные, документальные передачи и фильмы, концерты рок-исполнителей; сериалам же уделялось меньшее эфирное время. Со временем на «Пятом» были запущены ранее закрытые на больших каналах телепередачи «В нашу гавань заходили корабли», «Совершенно секретно» (отмеченное премией ТЭФИ) и «Слабое звено». В рамках специальной линейки «Так это было» проходил ретроспективный показ лучших программ ленинградского телевидения периода его расцвета.
О телеканале тех лет вещания критик, искусствовед Екатерина Сальникова писала следующее:

По сравнению со столичными каналами это другая планета. Здесь ни у кого, кроме Николая Фоменко, нет визуально и пластически выраженного комплекса крутизны. Здесь ведущие — люди. Во всяком случае, они таковыми стараются казаться. И «Открытая студия» у них есть — вровень с землёй располагается, улица с прохожими за стеклом видна.

### «Телевидение для умных» (2010—2011)
С 15 марта 2010 года канал представил новую концепцию вещания, суть которой заключалась в отказе от производства собственного телевизионного продукта и начале практики тесного сотрудничества со сторонними производителями медийного контента. С того же дня телеканал стал позиционировать себя «телевидением для умных». Было также увеличено число орбит для эфирного вещания с двух до четырёх — «Орбита+0», «Орбита+2» (екатеринбургское время), «Орбита+4» (красноярское время), «Орбита+7» (владивостокское время), а из названия канала была исключена петербургская составляющая.
Многочисленные изменения на «Пятом» не оправдали ожиданий: как до смены концепции, так и после неё среднесуточная доля телеканала в России едва превышала 2 %. В результате уже менее чем через год на канале сменилось руководство, а вслед за ним и концепция.
Сетка вещания
Из собственных передач, производимых в стенах петербургского телевизионного центра, в эфире «Пятого канала» остались лишь программы Дирекции информационно-аналитического вещания (в то время как «Экстренный вызов» стал выходить на «РЕН ТВ»). Все спортивные трансляции и передачи были выведены из сетки вещания канала в связи с расформированием соответствующего подразделения и переходом комментатора Геннадия Орлова на НТВ и «НТВ-Плюс». Свои передачи на «Пятом» вели Светлана Сорокина, Дмитрий Быков, Андрей Норкин, Андрей Максимов, Александр Вайнштейн, Сергей Майоров, Николай Сванидзе, Леонид Млечин, Ксения Собчак, Андрей Добров, Алина Кабаева.

### «Родной» канал (2011—2018)
2 апреля 2018 года была запущена международная версия телеканала. Канал начал вещание в марте 2018 года на спутнике Astra 5B в формате 16:9. Сетка вещания международной версии состоит преимущественно из повторов старых программ «Пятого канала».
1 июня 2018 года телеканал перешёл на формат вещания 16:9.
Сетка вещания
С начала 2011 года сетку вещания стали формировать, в основном, советские и российские фильмы и телесериалы, в том числе и перешедшие с «Первого канала» многосерийные проекты «След» и «Детективы». Из информационных и политических программ остались только «Сейчас», «Открытая студия», «Главное», перешедший с «ТВ Центра» в 2011 году «Момент истины» Андрея Караулова, «Истории из будущего», появившиеся в 2011 году «Утро на 5» и криминальная сводка «Место происшествия». Иностранные кинофильмы, телесериалы и документалистика, с этого же времени шедшие на канале исключительно рано утром и ночью, также стали постепенно исчезать из его сетки; их постоянный показ окончательно прекратился в марте 2013 года.
С начала телесезона 2013/2014 годов телеканал начинает заниматься разработкой собственных детективных сериалов, среди которых «ОСА», «Такая работа», «Последний мент», «Свои», «Великолепная пятёрка» и другие.
Со 2 июня 2017 года, в рамках слияния информационных служб двух телекомпаний из «Национальной Медиа Группы» («РЕН ТВ» и «Пятого канала»), поставщиком и производителем новостей для них стал являться мультимедийный информационный центр «Известия». Как следствие, выпуски новостей стали выходить под таким же названием, а итоговая программа стала называться «Известия. Главное». Основой для редакции МИЦ «Известия» стала информационная служба «РЕН ТВ», а «Пятый канал» с формулировкой «экономическая нецелесообразность» закрыл все свои корреспондентские пункты, активные до объединения двух информационных служб в одну: в Екатеринбурге, Новосибирске, Хабаровске, Воронеже и ряде других регионов России, также был закрыт корпункт в США. Уволенные сотрудники по договору не распространялись о причинах ухода.
С этого же периода информационные программы телеканала стали выходить с меньшей продолжительностью и в основном стали состоять из контента входящего в НМГ канала «РЕН ТВ». Выходившие ранее и удостоенные ТЭФИ проекты «Открытая студия» и «Утро на 5» (последние эфиры — 26 и 30 июня 2017 года соответственно), вместе с рядом ранее закрытых форматов и архивными программами, были перемещены на новый канал НМГ «78». Туда же с «Пятого» перешли и все ведущие перенесённых передач, в том числе и набранные ещё в 1990-е, а некоторые были уволены. Также в период с декабря 2016 по июнь 2017 года закрылись программы «Момент истины» (до 26 декабря 2016 года), «Актуально» (до 9 февраля 2017 года) и «Место происшествия» (до 17 марта 2017 года, до 5 марта также выходило итоговое приложение «Место происшествия. О главном»).
В период с марта по сентябрь 2017 года практически полностью изменилась программная сетка телеканала: почти до нуля сократился объём социально-политических программ, почти втрое — развлекательных, вдвое — новостей. Сетку вещания стали заполнять сериал «След» и другие оригинальные сериалы «Пятого канала», кинопродукция и мультфильмы (до августа 2018 года), а также две программы собственного производства, выходящие по воскресным утрам — программа «Истории из будущего» и запущенный в апреле 2013 года благотворительный проект «День ангела».
1 апреля 2018 года, после продолжительного отсутствия в эфире развлекательных программ, на «Пятом канале» вышел новый проект «Уличный гипноз» с Антоном Матюхиным. В июле того же года стало известно, что программа «Истории из будущего», которая оставалась одним из трёх оригинальных проектов на «Пятом канале», прекратила свой выход, что могло быть связано с тем, что в течение 2017 года программа выходила с рейтингом 0,3 % и долей 1,7 %, в то время как средний рейтинг канала составлял около 1 %, а средняя доля — 6,1 %.

### «В главных ролях» (2018—2023)
22 января 2019 года в рамках закона об акционерных обществах было завершено преобразование ОАО «Телерадиокомпания „Петербург“» в акционерное общество (АО).
4 марта 2022 года в 13.00 вышел последний эфир новостей «Известия» на 5 канале из Санкт-Петербурга. С 9 марта выпуски новостей стали выходить с новой студии телецентра «РЕН ТВ» в Москве. С 1 июня программное вещание «Пятого канала» полностью перешло в Москву.
В связи с вторжением России на Украину с 3 июня 2022 года было прекращено вещание «Пятого канала» на всей территории Европы.
Сетка вещания
С 2018 года в дневном эфире телеканала стали транслироваться сериалы, произведённые телеканалом НТВ, а также военные фильмы. Основу проектов собственного производства «Пятого канала» стали составлять документальные циклы о светской жизни или на научную тематику («Светская хроника», «Вся правда о…», «Неспроста», «Загадки подсознания», «О них говорят», «Они потрясли мир»), подобные тем, что ранее выпускались под началом генерального директора Юрия Шалимова на НТВ и «РЕН ТВ». По данным на 2020 год «Пятый канал» находился в рейтинге топ-3 самых популярных каналов страны и занимал 3 место с долей 8,9 %

### «Новая история каждый день» (с 2023)

Логотип телеканала c 7 ноября 2023 года

«Пятый канал» увеличивает собственное сериальное производство. Запускаются новые сериалы («Наш Спецназ», «Пилигрим», «Настоящий», «Леон», «Контуженный», «Витязи», «Лицемеры»), снимаются продолжения других фильмов, а также выходит юбилейный сезон сериала «След. XV лет».
В апреле 2023 года телеканал установил рекорд по среднесуточному просмотру с долей 8,1 % в ключевой для канала аудитории «Все 25-59» и занял третье место среди всех федеральных каналов страны. Это максимальный показатель с сентября 2022 года.
7 ноября 2023 года произошла смена логотипа и графического оформления, которые были разработаны с помощью искусственного интеллекта.
Сетка вещания
С осени 2022 года на телеканале увеличено время выхода сериала «След» и запускаются премьерные показы фильмов по воскресеньям. Увеличен хронометраж информационных программ «Известия» и «Известия. Главное».

## Оценка
Искусствовед Людмила Семёнова характеризует «Пятый» как «старейший в стране телеканал с непростой и богатой историей», который «был первопроходцем и законодателем новой культуры». В качестве знаковых проектов автор отмечает первые телерепортажи, викторины и музыкальные шоу, телемосты, острые программы перестроечных времён, детские передачи и спектакли. В 2010-е годы телекомпания стала отказываться от производства собственного контента, обратившись «к „просроченной“ и неходовой продукции, списанной в тираж другими каналами». В результате эфирное время было заполнено сериалами «низкого пошиба и „бандитско-ментовского“ жанра», такими как «След» и «Детективы», которые могут транслироваться по несколько часов подряд.
Ирина Петровская отмечает, что в конце 1980-х передачи ленинградского канала стояли на одном уровне с самыми важными программами центрального телевидения. Упадок «Пятого» она отчасти связывает с уходом наиболее ярких сотрудников и потерей в конце 1990-х статуса федерального канала. При этом телекритик отмечает, что многим региональным студиям удавалось развиваться даже в таких условиях, в то время как продукция ТРК «Петербург» стала неконкурентоспособной и «исключительно провинциальной в худшем смысле этого слова».
Телеведущий и кинокритик Сергей Шолохов связывает нынешнее положение «Пятого канала» с провальной управленческой политикой всех менеджеров, которые работали на нём в период с 1990-х годов. Эта политика включала, по словам Шолохова, сначала — «дискредитацию бренда» питерского ТВ, на капитализацию которого сотрудники, в том числе и он сам, работали с конца 1980-х годов, а затем — закрытие федерального вещания в 1997 году за счёт размещения там канала «Культура». В последующие годы, даже несмотря на ребрендинг 2004 года, ситуация на канале, по мнению критика, не улучшалась, а только портилась. Ухудшению положения на канале способствовали следующие шаги менеджеров «Пятого», как то: перевод производства части передач на сторону и в Москву, закрытие многих популярных питерских телепрограмм с постоянной и устойчивой аудиторией (например, «Блеф-клуба» с Сергеем Прохоровым), «зачистка» канала от «звёзд» и харизматичных ведущих в пользу отобранных на кастингах «невнятных лиц с улицы», вынужденный отток популярных питерских ведущих на столичное федеральное ТВ по этой причине.

## Руководство
Председатели Ленинградского комитета по телевидению и радиовещанию
- Ростислав Николаев (1976—1990)
- Борис Петров (1990—1991)

Генеральные директора
- Виктор Югин (1991—1992)[199]
- Бэлла Куркова (1992—1995)[57][66][200]
- Олег Руднов (1995—1997)[201][202]
- Борис Петров (1997—1999)
- Ирина Прудникова (1999—2002)
- Ирина Тёркина (2002—2003)[203][204]
- Игорь Игнатьев (2003)[205]
- Марина Фокина (2003—2008)[206]
- Владимир Троепольский (2008—2009)[207][208]
- Аркадий Соловьёв (2009—2010)[209]
- Алексей Бродский (2010—2017)[148][210]
- Юрий Шалимов (с 1 февраля 2017 года)[211]

Генеральные продюсеры
- Юлия Стрижак (2000—2003)[212]
- Станислав Соловкин (2003)[213]
- Александра Матвеева (2003—2009)[208][214]
- Наталья Никонова (2009—2010)[215]

Председатели Совета директоров
- Александр Потехин (1998—2003)[216]
- Алла Манилова (2003—2007)[217]
- Любовь Совершаева (2007[218]—2008, 2009—2010)
- Аркадий Соловьёв (2008[219]—2009, с 2010 года[220])

Директора Дирекции информационно-аналитического вещания (до 2017 года)
- Александр Жуков (2003—2005)[221]
- Владислав Пономаренко (2005—2008)[222]
- Владимир Тюлин (2008—2011)[223]
- Александр Анучкин (2011—2017)[224]

Директор Дирекции программ и маркетинга
- Марина Белова (с 2010 года)

Директор Дирекции телевизионно-технического центра
- Алексей Соколов (2011—2014)[225]
- Иван Вялков (с 2014 года)

Музыкальные оформители
- Михаил Остроумов и Николай Подгорнов (1990-е годы)
- Артемий Артемьев (2001—2004)
- Никита Рыбин (2004—2006)
- Антон Грызлов (с 2006 года)

В разное время в заставках телеканала и его передач применялись саундтреки, взятые из звуковых библиотек (в частности, из DeWolfe), а также другие известные мелодии (как The Sugarhill Gang — Kick It Live from 9 to 5).

## Вещание
«Пятый канал» входит в первый мультиплекс цифрового телевидения России.
С марта 2012 года в Санкт-Петербурге «Пятый канал» вещает на 35 ТВК в стандарте DVB-T2.
В Санкт-Петербурге «Пятый канал» вещал на 3 ТВК с башни Ленинградского радиотелевизионного передающего центра (ЛРТПЦ). Мощность передатчика: 25 киловатт; тип передатчика и поляризация: ТМР Telekom OTV 1/25 AVB, горизонтальная поляризация; высота расположения передающей антенны: 281 метр. В Москве телеканал вещал на 44 ТВК с башни Останкинского радиотелевизионного передающего центра. Мощность передатчика: 5 киловатт; высота расположения передающей антенны: 411 метров.
«Пятый канал» транслируется всеми сетями кабельного телевидения России.
Спутниковое вещание:
- Экспресс АМ5 140° в. д. в пакете «Телекарта»
- Asiasat 9 122,1° в. д. в кодировке Irdeto
- Intelsat 15 85,2° в. д. в пакете «Телекарта»
- ABS 2 75° в. д. в пакете «Спутниковое МТС ТВ»
- Экспресс-АТ1 56° в. д. в пакете «Триколор», в пакете «НТВ-Плюс»
- Экспресс-АМУ1 / Eutelsat 36B 36° в. д. в пакете «Триколор», в пакете «НТВ-Плюс»[228][229]